# Борисовское (Рязанская область)
Борисовское — село в Рыбновском районе Рязанской области, входит в состав Пионерского сельского поселения.

## География
Село расположено на берегу реки Пальная в 10 км на юг от центра поселения посёлка Пионерский и в 37 км на юго-запад от райцентра города Рыбное.

## История
Борисовское под именем сельца упоминается в грамоте Михаила Федоровича 1637 года как вотчина в Кобыльском стане. По описи архиерейских вотчин 1739 года Борисовское упоминается селом с церковью. В 1776 году церковь была перенесена на новое место, где она и находилась до 1868 года. На месте сгоревшей в 1879 году начато строение новой церкви. По штату 1883 года Преображенская церковь значилась причисленною к церкви Крупниковской без особого притча 
. 
В XIX — начале XX века село входило в состав Токаревской волости Михайловского уезда Рязанской губернии. В 1905 году в селе было 197 дворов.
С 1929 года село являлось центром Борисовского сельсовета Рыбновского района Рязанского округа Московской области, с 1937 года — в составе  Рязанской области, с 2005 года — в составе Комсомольского сельского поселения, с 2014 года — в составе Пионерского сельского поселения.

## Население
| 1859 | 1897 | 1906  | 2010 |
| ---- | ---- | ----- | ---- |
| 830  | ↗981 | ↗1313 | ↘65  |